# 분지점

복소해석학에서 분지점(分枝點, 영어: ramification point)은 두 리만 곡면 사이의 정칙 함수가 국소적으로 피복 공간을 이루지 못하는 점이며, 그 상을 가지점(-點, 영어: branch point)이라고 한다. 이러한 정칙 함수의 역함수를 정의하려면, 가지점들을 잇는 선분 또는 반직선에서 정의되지 않거나 또는 이 점들에서 불연속적이게 된다. 이러한 선분 또는 반직선을 분지 절단(分枝切斷, 영어: branch cut)이라고 한다.

## 정의
다음 데이터가 주어졌다고 하자.
- 두 리만 곡면 {\displaystyle \Sigma }, {\displaystyle \Sigma '}
- 정칙 함수 {\displaystyle f\colon \Sigma \to \Sigma '}. 또한, {\displaystyle f}가 국소적으로 상수 함수가 아니라고 하자.

그렇다면, 점 {\displaystyle z\in \Sigma }에 대하여, 두 조건을 생각하자.
제한 함수 {\displaystyle f\upharpoonright f^{-1}(U)\colon f^{-1}(U)\to f(U)}가 피복 공간이 되는, {\displaystyle f(z)}의 근방 {\displaystyle U\ni f(z)}가 존재한다.
이 조건이 성립하지 않는 점들의 집합은 {\displaystyle \Sigma } 속의 이산 공간을 이루며, 특히 만약 {\displaystyle \Sigma }가 콤팩트 공간이라면 유한 집합이다. 이 조건이 성립하지 못하는 점 {\displaystyle z\in \Sigma }를 {\displaystyle f}의 분지점(分枝點, 영어: ramification point)이라고 하며, 그 상 {\displaystyle f(z)\in \Sigma '}을 {\displaystyle f}의 가지점(-點, 영어: branch point)이라고 한다.

### 분지점의 차수
두 리만 곡면 {\displaystyle \Sigma }, {\displaystyle \Sigma '} 사이의 정칙 함수 {\displaystyle f\colon \Sigma \to \Sigma '} 및 점 {\displaystyle z\in \Sigma }가 주어졌다고 하자. 만약 {\displaystyle z} 근처에, 다음 조건을 만족시키는
- {\displaystyle z\in \Sigma '}의 열린 근방 {\displaystyle U\ni z}
- 열린집합 {\displaystyle V\supseteq f(U)}
- 복소평면의 0을 포함하는 두 열린집합 {\displaystyle {\tilde {U}},{\tilde {V}}\subseteq \mathbb {C} }, {\displaystyle 0\in {\tilde {U}}\cap {\tilde {V}}}
- 전단사 정칙 함수 {\displaystyle \iota _{U}\colon U\to {\tilde {U}}}, {\displaystyle \iota _{V}\colon V\to {\tilde {V}}}
- 자연수 {\displaystyle n\in \mathbb {N} }

가 존재한다면, {\displaystyle z}의 분지 지표(分枝指標, 영어: ramification index)를 {\displaystyle n}이라고 한다.
{\displaystyle \iota _{V}\circ f\circ \iota _{U}^{-1}=(z\mapsto z^{n})}
만약 어떤 점의 분지 지표가 0이라면, {\displaystyle f}는 (그 점을 포함하는 연결 성분에 제한하면) 상수 함수이다. 만약 어떤 점의 분지 지표가 1이라면, 이 점은 분지점이 아니다. 만약 어떤 점의 차수가 2 이상이라면, 이는 분지점이다.
분지 지표를 갖지 않는 점은 분지점이며, 이 경우를 초월 분지점(超越分枝點, 영어: transcendental ramification point)이라고 한다.

### 분지 절단
정칙 함수
{\displaystyle f\colon \Sigma \to \Sigma '}
가 상수 함수가 아니며, 전단사 함수도 아니라면, {\displaystyle f}는 분지점을 갖는다. 이 경우, {\displaystyle f}의 역함수를 잘 정의하기 위해서는, {\displaystyle f}의 가지점들 및 (비콤팩트 리만 곡면의 경우 무한대)를 잇는 선분 또는 반직선들을 제거하거나 또는 이 점들에서 불연속이게 해야 한다. 이 과정을 분지 절단(영어: branch cut, 分枝切斷)이라고 한다. 즉, 이러한 선분 {\displaystyle L\subsetneq \Sigma '}을 골랐을 때, 정칙 함수인 역함수
{\displaystyle f^{-1}\colon (\Sigma '\setminus L)\times B\to \Sigma }
를 정의할 수 있다. 여기서 {\displaystyle B}는 피복 공간 {\displaystyle f^{-1}(\Sigma '\setminus L)\twoheadrightarrow \Sigma '\setminus L}의 올인 이산 공간이다.

## 예

### 제곱근
정의역과 공역이 리만 구 {\displaystyle \mathbb {CP} ^{1}}인 정칙 함수
{\displaystyle f\colon \mathbb {CP} ^{1}\to \mathbb {CP} ^{1}}
{\displaystyle f\colon z\mapsto z^{2}}
를 생각하자. 이는 두 개의 분지점을 가지며, 그 분지 지표는 다음과 같다.
| 분지점 {\displaystyle z} | 가지점 {\displaystyle f(z)} | 분지 지표 |
| ------------------------ | --------------------------- | --------- |
| 0                        | 0                           | 2         |
| ∞                        | ∞                           | 2         |

이 경우, 역함수 {\displaystyle f^{-1}}, 즉 복소수 제곱근 함수를 정의하기 위해서는 0에서 ∞로 가는 분지 절단을 가해야 한다. 흔히 이는 음의 실수 반직선
{\displaystyle \mathbb {R} ^{-}}
으로 한다. 이렇게 하면, 복소수 제곱근 함수
{\displaystyle f^{-1}\colon \mathbb {CP} ^{1}\setminus \mathbb {R} ^{-}\to \mathbb {CP} ^{1}}
{\displaystyle f^{-1}\colon z\mapsto z^{1/2}}
를 정의할 수 있다. 이 분지 절단은 구체적으로 다음과 같다.
{\displaystyle f^{-1}\colon {\begin{cases}r\exp(\mathrm {i} \theta )\mapsto {\sqrt {r}}\exp(\mathrm {i} \theta /2)&r\in [0,\infty ),\;\theta \in (-\pi ,\pi )\\\infty \mapsto \infty \end{cases}}}
물론, 다른 분지 절단을 고를 수 있다. 예를 들어, 양의 실수 반직선을 대신 절단할 수도 있다. 이렇게 하여 얻는 분지 절단은 구체적으로 다음과 같다.
{\displaystyle f^{-1}\colon {\begin{cases}r\exp(\mathrm {i} \theta )\mapsto {\sqrt {r}}\exp(\mathrm {i} \theta /2)&r\in [0,\infty ),\;\theta \in (0,2\pi )\\\infty \mapsto \infty \end{cases}}}

### 로그
정의역과 공역이 복소평면인 정칙 함수
{\displaystyle f\colon \mathbb {C} \to \mathbb {C} }
{\displaystyle f\colon z\mapsto \exp z}
를 생각하자. 그 유일한 분지점은 {\displaystyle z=0}이며, 이는 초월 분지점이다. (이 복소수 지수 함수는 ∞에서 본질적 특이점을 가져, {\displaystyle \mathbb {CP} ^{1}} 위의 정칙 함수로 정의할 수 없다.)
그 역함수 {\displaystyle f^{-1}}, 즉 복소수 자연 로그 함수를 정의하기 위해서는 0에서 ∞로 가는 분지 절단을 가해야 한다. 흔히 이는 음의 실수 반직선
{\displaystyle \mathbb {R} ^{-}}
으로 한다. 이렇게 하면, 복소수 자연 로그 함수
{\displaystyle f^{-1}\colon \mathbb {C} \setminus \mathbb {R} ^{-}\to \mathbb {C} }
{\displaystyle f^{-1}\colon z\mapsto \ln z}
를 정의할 수 있다. 이 분지 절단은 구체적으로 다음과 같다.
{\displaystyle f^{-1}\colon r\exp(\mathrm {i} \theta )\mapsto (\ln r)+\mathrm {i} \theta \qquad \left(r\in [0,\infty ),\;\theta \in (-\pi ,\pi )\right)}

### 복잡한 예
다음과 같은 역함수를 갖는 함수를 생각하자.
{\displaystyle f^{-1}\colon z\mapsto {\sqrt {z}}{\sqrt {1-z}}}
이 함수 {\displaystyle f}의 정의역은 사실 리만 구의 2겹 분지 피복 공간이 되는, 종수 0의 리만 곡면 {\displaystyle \Sigma _{0}}이다. 구체적으로, 집합으로서 이는 다음과 같다.
{\displaystyle \Sigma _{0}=\left(\mathbb {CP} ^{1}\setminus [0,1]\right)\times \{{\mathsf {A}},{\mathsf {B}}\}\sqcup (0,1)\times \{{\mathsf {C}},{\mathsf {D}}\}+\{0,1,\infty \}}
여기서 {\displaystyle {\mathsf {A}}}, {\displaystyle {\mathsf {B}}}, {\displaystyle {\mathsf {C}}}, {\displaystyle {\mathsf {D}}}는 임의의 네 기호이다.
이 조각들을 다음과 같이 이어붙인다.
{\displaystyle \lim _{b\to 0^{+}}(a+\mathrm {i} b,{\mathsf {A}})=\lim _{b\to 0^{+}}(a-\mathrm {i} b,{\mathsf {B}})=(a,{\mathsf {C}})\qquad \left(0<a<1\right)}
{\displaystyle \lim _{b\to 0^{+}}(a+\mathrm {i} b,{\mathsf {B}})=\lim _{b\to 0^{+}}(a-\mathrm {i} b,{\mathsf {A}})=(a,{\mathsf {D}})\qquad \left(0<a<1\right)}
{\displaystyle \lim _{b\to 0^{+}}(b,{\mathsf {C}})=\lim _{b\to 0^{+}}(b,{\mathsf {D}})=\lim _{z\to 0}(z,{\mathsf {A}})=\lim _{z\to 0}(z,{\mathsf {B}})=0}
{\displaystyle \lim _{b\to 1^{-}}(b,{\mathsf {C}})=\lim _{b\to 1^{-}}(b,{\mathsf {D}})=\lim _{z\to 1}(z,{\mathsf {A}})=\lim _{z\to 1}(z,{\mathsf {B}})=1}
이는 두 개의 분지점, 즉 0과 1을 갖는다. 두 분지점의 분지 지표는 둘 다 2이다. 분지점 밖에서, {\displaystyle f\colon \Sigma _{0}\to \mathbb {CP} ^{1}}는 2겹 피복 공간을 정의한다.
반대로, 그 역함수 {\displaystyle f^{-1}}를 정의하려면, 열린구간 {\displaystyle (0,1)}에 분지 절단을 가해야 한다.
위상수학적으로, {\displaystyle \Sigma _{0}}은 하나의 “홈”이 파인 두 리만 구를 짜깁기한 것이다. “홈”이 파인 리만 구는 반구와 위상 동형이므로, {\displaystyle \Sigma _{0}}은 위상수학적으로 구를 이룬다 (즉, 리만 구이다). 사실, 임의의 종수의 콤팩트 리만 곡면을 위와 같이 리만 구 {\displaystyle \mathbb {CP} ^{1}}의 분지 피복으로 나타낼 수 있다. 구체적으로, 종수 {\displaystyle g}의 리만 곡면 {\displaystyle \Sigma _{g}}의 경우, 위와 같은 “홈”이 {\displaystyle g+1}개 파인 두 리만 구를 짜깁기하여 얻는다.

## 역사
제곱근이나 로그 등, 복소수에 대한 여러 함수가 일반적으로 어떤 점에서 정의되지 못하거나, 또는 “여러 개의 값을 갖는다”는 현상은 복소수의 발견 이후 곧 알려졌다. 베른하르트 리만이 1851년에 리만 곡면을 도입하였으며, 이 현상을 엄밀하게 묘사하였다.
“분지”(分枝)는 나뭇가지(枝)가 갈라진다(分)는 뜻으로, 이는 분지점의 상 근처에서 정칙 함수의 “역함수”가 “여러 값을 갖는” 모양을 빗댄 것이다.

## 참고 문헌
- 김용인 (2007). 《복소함수론 강의》 1판. 경문사. ISBN 89-7282-772-X.